# Bayern (Schiff, 1923)
Die Bayern ist ein Fahrgastschiff, das 1923 auf der Rambeck-Werft in Starnberg gebaut wurde.

## Geschichte
Es wurde auf dem Tegernsee durch den Schiffsbetrieb Thomas Kellerer eingesetzt, der zudem eine eigene Werft betrieb. Mit dem Ende des Schiffsbetriebes Thomas Kellerer übernahm die Bayerische Seenschifffahrt 1954 das Schiff. Im Juli 2006 wurde das Schiff nach Polen verkauft.
Das Schiff ist seither auf dem Trzesiecko (deutsch Streitzigsee), Szczecinek (deutsch Neustettin), für den Fahrgastverkehr im Einsatz. Nach Fahrplan läuft es innerhalb von etwa einer Stunde zehn Haltestellen am See an. Das Schiff hat eine Kapazität von 54 Passagieren.